# Spilosoma extrema
Spilosoma extrema är en fjärilsart som beskrevs av Daniel 1943. Spilosoma extrema ingår i släktet Spilosoma och familjen björnspinnare. Inga underarter finns listade i Catalogue of Life.